# Heterocentron purpureum
Heterocentron purpureum är en tvåhjärtbladig växtart som beskrevs av S.Winkl.. Heterocentron purpureum ingår i släktet Heterocentron och familjen Melastomataceae.
Artens utbredningsområde är El Salvador. Inga underarter finns listade i Catalogue of Life.